# Journalisme embarqué
« Embedded » redirige ici. Pour la pièce de théâtre, voir Embedded (pièce de théâtre).

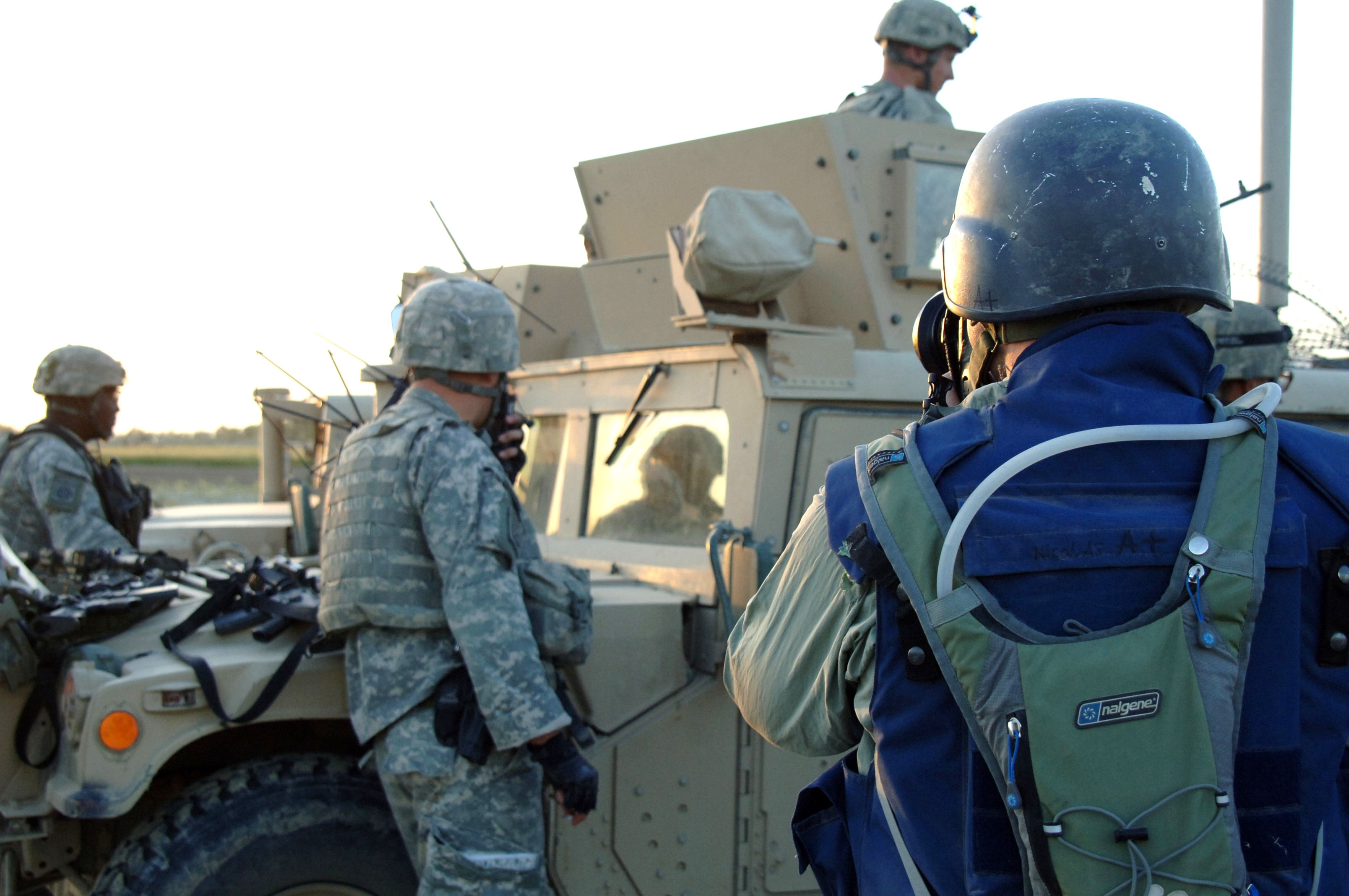
Un journaliste embarqué photographie des soldats américains à Pana en Afghanistan.

Le journalisme embarqué, également appelé journalisme intégré au Canada et parfois désigné par l'anglicisme journalisme embedded) est une forme de journalisme dans laquelle un reporter est pris en charge au sein d'une unité militaire et quelquefois lui-même en tenue militaire dans une zone de conflit. L'expression est parfois utilisée pour des reportages réalisés dans des cadres non militaires dans lesquels le ou les journalistes sont intégrés à un groupe donné durant le temps du reportage.

## Histoire
Bien qu'elle ait été reçue sa désignation actuelle au début du XIXe siècle, la pratique remonte aux débuts du reportage de guerre et particulièrement à la guerre russo-japonaise (1904-1905). Quelques années après cet évènement, l'écrivain Gaston Chérau missionné par Le Matin pour couvrir la guerre italo-turque en Tripolitaine (1911-1912) réalise ses reportages (photographiques et écrits)  dans le sillage de l'armée italienne qui encadre strictement le travail des reporters de guerre aussi bien italiens que ceux originaires des grandes puissances européennes.

### Invasion de l'Irak de 2003
La pratique s'est généralisée depuis la guerre d'Irak en 2003. C'est d'ailleurs dans ce cadre que le service de presse de l’armée américaine a inventé l'expression,.  
Durant la phase initiale de la Guerre d’Irak enclenchée par les États-Unis, jusqu’à 755 journalistes étaient intégrés aux unités militaires de l’armée américaine afin de rapporter de l’information sur la guerre aux citoyens américains. Durant cette guerre, l’embarquement des journalistes était au centre de la stratégie de dominance de l’information mise en place par les États-Unis et changera la façon de faire les guerres post-modernes. Une des instrumentalisations du journalisme embarqué par les Américains durant cette guerre était aussi de contrer la propagande ennemie. Le colonel Mike Birmingham, responsable des affaires publiques de la 3e division, explique que la présence des journalistes dans les unités militaires aide à contrer la propagande irakienne. À l'aide de ce journalisme sous tutelle, les États-Unis vont donner à voir des images qui leur sont favorables et déployer un conflit fondé sur l'information et son contrôle. 

### Depuis l'invasion de l'Irak
Pendant l'opération Serval au Mali, le colonel Burkhard de l'état major de l'armée française indiquait que les militaires français avaient embarqué près de 400 journalistes provenant de 180 médias différents. 

## Principes
Pour Loïck Berrou, responsable du service international de France 24 et ancien correspondant de guerre, les journalistes n'ont parfois « pas d'autre choix que partir avec l'armée pour couvrir un conflit » et doivent parfois se plier à ses conditions.
Les journalistes portent un gilet qui est de préférence proche de la couleur dominante des uniformes des soldats afin de se fondre dans la troupe et de ne pas être une cible pour l'ennemi.

## Critiques et controverses
La pratique du journalisme embarqué est largement critiquée. Elle est perçue comme un outil de propagande qui échappe à la déontologie journalistique, en créant une fausse perception de l’état du pays attaqué ou envahi . Elle est accusée de ne montrer que le point de vue des soldats de l'armée qui encadre les journalistes, et non celui des civils victimes de la guerre en cours. Charles Lynch, un journaliste embarqué dans une unité britannique durant la Seconde Guerre mondiale, le confirme ainsi : « It’s humiliating to look back at what we wrote during the war. It was crap. […] We were a propaganda arm for our governments. » Les journalistes eux-mêmes se sentent donc victimes de ce système qui les force à rapporter des nouvelles pouvant être considérées comme propagandistes.
Chelsea Manning a expliqué que les journalistes embarqués dans des unités militaires américaines durant l’invasion de l’Irak en 2003 étaient sélectionnés "afin d’écarter ceux qui risquaient d’écrire des articles critiques ; sur le terrain, expliquait-elle, des journalistes craignaient de faire part de leur opinion pour ne pas perdre leur place dans l’unité à laquelle ils étaient intégrés. Le public en vient aussi à critiquer les dangers que courent ces journalistes embarqués durant ces missions militaires après plusieurs décès sur le terrain.

## Dangers physiques
Durant une guerre, la sécurité n’est jamais garantie, mais les journalistes intégrés dans les unités militaires n’ont souvent pas le même entraînement intensif que les soldats qui les entourent. Plusieurs journalistes ont été blessés et certains sont même morts durant leur séjour dans les unités militaires. En 2009, 2 journalistes de Associated Press embarqués dans une unité militaire américaine en Afghanistan du Sud ont été blessés par des bombes routières. De plus, n’ayant pas d’entraînement militaire approfondi, ces journalistes peuvent mettre en péril l'action militaire en cours.

## Utilisation de l'expression hors de contextes militaires
Le terme « journalisme embarqué » est aussi utilisé pour décrire des opérations où des journalistes sont intégrés à des groupes non militaires. Avec le traitement parfois violent qu’infligent certains policiers à des journalistes durant des manifestations, certains proposent l’incorporation directe de journalistes dans les unités policières afin de rapporter l’information à partir de ces groupes au lieu de se trouver parmi les manifestants et de subir comme eux la répression policière. 